# Emīls Cipulis
Emīls Cipulis (10 de septiembre de 1995) es un deportista letón que compite en bobsleigh en la modalidad cuádruple.
Ganó una medalla de plata en el Campeonato Mundial de Bobsleigh de 2023 y una medalla de bronce en el Campeonato Europeo de Bobsleigh de 2024.

## Palmarés internacional
| Campeonato Mundial | Campeonato Mundial   | Campeonato Mundial | Campeonato Mundial |
| Año                | Lugar                | Medalla            | Prueba             |
| ------------------ | -------------------- | ------------------ | ------------------ |
| 2023               | Sankt Moritz (Suiza) | Medalla de plata   | Cuádruple          |
| Campeonato Europeo |                      |                    |                    |
| Año                | Lugar                | Medalla            | Prueba             |
| 2024               | Innsbruck (Austria)  | Medalla de bronce  | Cuádruple          |